# Ostösterreich

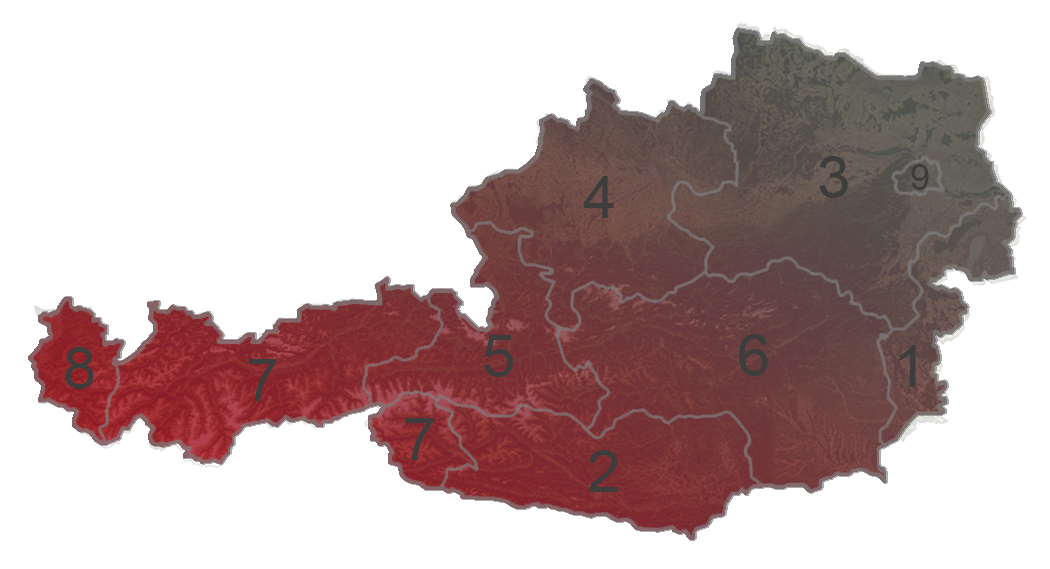
Bundesländer: 3 NOE, 9 WIE, 1 BLD, 6 STM (die Zahlen bezeichnen die übliche alphabetische Sortierung; Rotton markiert den alpinen Südwesten Österreichs)

Ostösterreich bezeichnet den Osten Österreichs.

## Allgemein- und kulturgeografischer Raum
Im allgemeingeografischen Sinne fasst man unter Ostösterreich die Bundesländer Niederösterreich und das Burgenland sowie die Bundeshauptstadt Wien einschließlich des gleichnamigen Bundeslandes selbst auf. Im weiteren Sinne rechnet man jedoch auch den Osten der Steiermark dazu, genauer denjenigen Teil Österreichs östlich des 15. Längengrades (15° O). Die Region umfasst den voralpinen Ostteil der Alpen (Ostalpen), das Alpen-Karpatenvorland, das Wiener Becken mit dem Marchfeld, im weiteren Sinne auch das ganze Alpenvorland im Südosten. Biogeografisch und klimatisch ist der Raum vom Grenzbereich von Pannonischem Klima und Atlantischem Klima mit den entsprechenden Ökozonen geprägt.
Seltener findet sich die Verwendung für die gesamte östliche Hälfte Österreichs, da Österreich eine West-Ost-Ausdehnung von 577,2 km hat, ist das fast ab Salzburg ostwärts und dann direktes Gegenteil von Westösterreich als der schmalen Westzunge des Landes.

## Statistikregion Ostösterreich

NUTS:AT-1 (die Zahlen bezeichnen die NUTS-2 Regionen)
AT-1 Ostösterreich

Im statistischen Sinne (als NUTS-Region) meint der Ausdruck die Gruppe von Bundesländern Niederösterreich, Wien und Burgenland.
Ostösterreich in dieser Definition umfasst 28,091 % der Fläche Österreichs (23.562,71 km2), und 43,049 % der Wohnbevölkerung (3.633.497). Der Raum ist vom gewerblich-industriellen Zentralraum Wien und Umgebung geprägt und sonst land- und forstwirtschaftlich mit für Österreich verhältnismäßig wenig Tourismus. Die Wirtschaftsdaten zeigen ein starkes Gefälle zum Zentralraum, mit deutlichen Strukturschwächen der Randzonen der Region.